# 高清愿
高清愿（1929年5月24日—2016年3月23日），生於日治台灣台南州北門郡學甲（今臺南市學甲區），企業家，統一企業創辦人暨董事長，國立中山大學名譽管理學博士。

## 生平
祖父高岸，曾經擔任日治時期的「保正」。父親高權，是位牛販。母親郭弄瓦，娘家住頂溪洲，家境富裕。1929年（昭和四年）5月24日，高清愿生於台南州北門郡學甲倒風寮，為家中次男。小時候生活困苦，沒受過正規教育。1936年（昭和十一年）進入頂溪洲國民學校就讀，1942年畢業。
1942年（昭和十七年）高權去世之後，高清愿母子倆到台南市投靠舅父郭戊戌。透過郭戊戌介紹，高清愿在臺南市區的草鞋工廠工作，月薪僅有十五元。之後，高清愿的表姊夫吳修齊與吳尊賢創辦的「新和興布行」缺人手，便找高清愿到店裏當學徒。
在1944年，太平洋戰爭期間，因物資管制，新和興布莊暫時歇業。1945年（昭和二十年，民國三十四年），第二次世界大戰結束，高清愿進入台南一中福利社工作。1947年，由於老闆要去上海拓展生意，十八歲的高清愿開始獨當一面。
1949年，新和興布行解散。吳修齊兄弟另闢新路，並由吳元興、侯茂生、高清愿為主要經營者，成立「德興布行」。此時期，由於商務所需，本來只會日語與臺語的高清愿開始學習國語。1953年，德興布行改組為「德興染織廠」，原有布行業務仍然持續，依舊由高清愿負責。後來，高清愿因不看好染整業而退出德興染織廠，和侯茂生另成立「新吉成布行」，並負責主要經營。
1954年10月18日，以吳三連、侯雨利、吳修齊、吳尊賢為核心的臺南紡織成立，由吳修齊擔任總經理，高清愿出任業務課長。高清愿後升為經理。
1966年，高清愿決定離開臺南紡織公司，自行創業。1967年，三十八歲的高清愿創立了統一企業，邀請吳修齊出任董事長。1968年統一企業飼料廠、麵粉廠開工，高清愿出任總經理。後來，他又陸續創立了統一超商股份有限公司，以及在台灣與康是美藥妝店、星巴克咖啡等等聯盟。
1974年，當選全國第四屆「十大傑出企業家」。1978年，成立「統一超級商店股份有限公司」。1980年，統一企業以3億元新臺幣成立電子廠，生產電晶體。1989年，高清愿交棒，擔任統一企業總裁，由林蒼生接任統一企業總經理。1992年，統一企業進軍中國大陸市場投資設廠。如今的統一企業成為了國際企業集團。1999年成為統一企業關係學校南臺科技大學董事長。
2013年11月12日，統一企業董事會決議通過，原董事長高清愿辭職，董事會推選高清愿的女婿羅智先繼任董事長並兼任總經理，但高清愿仍為統一企業董事。
2016年3月下旬，高清愿逝世，享年88歲，家屬並未公佈訃聞，同年4月1日舉行告別式。

## 榮譽

### 中华民国勋章奖章
- 二等景星勋章（1999年12月23日批准[4]，同日于臺灣总统府颁授[5]）

### 荣誉学位
- 1998年，獲國立中山大學頒贈名譽管理學博士。

## 家庭
高清愿之妻賴佳瑜，出身台灣學甲；兩人在1949年結婚。婚後育有一女高秀玲。
高秀玲於1985年與羅智先結婚。在高清愿過世後，統一集團由長女婿羅智先接班。

## 文獻
- 文化部─國家文化資料庫─台灣大百科全書─高清愿 （页面存档备份，存于）
- 莊素玉，《無私的開創：高清愿傳》，台北：天下文化1999年初版，ISBN 9576215609。

## 外部連結
- 高清愿的腐草土哲學[永久]
- 三三會